# Anneke Grönloh

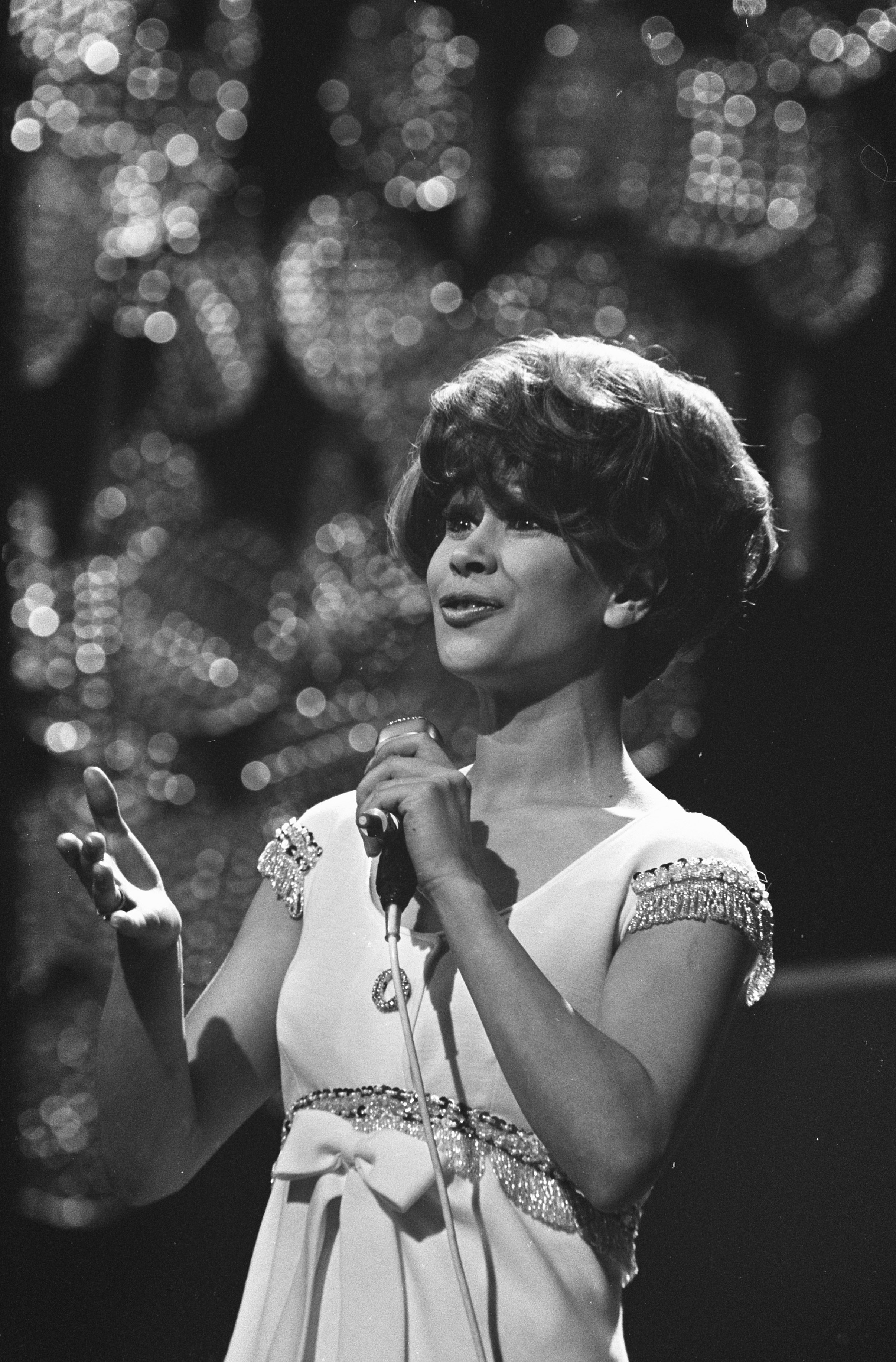
Anneke Grönloh 1969

Johanna Louise "Anneke" Grönloh, född 7 juni 1942 i Tondano på Celebes i dåvarande Nederländska Östindien (nuvarande Indonesien), död 14 september 2018 i Arleuf, Nièvre, Frankrike, var en nederländsk sångerska.
Anneke Grönloh föddes i Tondano på ön Celebes i dåvarande Nederländska Östindien. Efter andra världskrigets slut flyttade hon med sin familj till Eindhoven i Nederländerna.
Grönlohs musikaliska karriär tog fart 1959 efter att hon vunnit en talangtävling. 1962-1963 hade hon fyra stora hits på den nederländska hitlistan som alla uppnådde förstaplatsen; Brandend zand, Paradiso, Soerabaja och Cimeroni/Het leven kan mooi zijn. Av dessa låg Paradiso 16 veckor oavbrutet på förstaplatsen, ett rekord som hon fortfarande innehar.
Grönloh utsågs till Nederländernas representant i Eurovision Song Contest 1964. I den nederländska uttagningen det året framförde hon alla tre bidragen och Jij bent mijn leven utsågs till landets bidrag. I finalen kom hon på delad 10:e plats med 2 poäng. Hon deltog åter i den nederländska uttagningen 1969 och kom på 5:e plats med bidraget Heartbeat.

## Diskografi
- Anneke nu (1966)
- Asmara (1967)
- Liedjes van verlangen (1980)
- Voor jou (1982)
- 25 jaar Anneke Grönloh (1987)
- My one and only love (1992)